# 甲山町
甲山町（こうざんちょう）は、かつて広島県の中東部に存在した町。世羅郡の東側約3分の1を占めていた。
2004年10月1日に世羅郡の全3町（甲山・世羅・世羅西）が新設合併して改めて発足した世羅町に移行したことに伴い廃止したが、旧世羅町役場が老朽化していたことや世羅町中心部と甲山町中心部が一体化していたことから、甲山町役場が新世羅町役場となった。

## 地理

### 河川
- 芦田川

### 山
- 宇根山（698.8m）
- 新山（635.0m）
- 男鹿山（633.8m）
- 女鹿山（624m）
- 高山（562.1m）
- 広岡山（528.4m）

### 大字（2004年9月30日当時のデータ）
- 青近（あおぢか）
- 赤屋（あかや）
- 伊尾（いお）
- 宇津戸（うづと）
- 小世良（おぜら）
- 小谷（おたに）
- 川尻（かわしり）
- 甲山（こうざん）
- 西上原（にしうえはら）
- 東上原（ひがしうえはら）
- 別迫（べっさこ）

## 沿革
- 1889年4月1日 - 町村制施行。甲山町域には当時世羅郡に属する甲山村、東村、三川村と御調郡に属する宇津戸村があった。
- 1898年2月10日 - 甲山村が町制施行して甲山町（初代）になる。
- 1955年2月11日 - 甲山町（初代）と世羅郡東村・三川村、御調郡宇津戸村が合併して甲山町（2代）が成立する。
- 1957年6月10日 - 松崎地区を甲奴郡上下町（現：府中市）に割譲する。
- 1996年3月 - 世界一の吊り橋・夢吊橋が竣工。左岸の甲山町と右岸の府中市諸毛町を繋いだ。橋の三分の二が甲山町域であることから甲山町が夢吊橋を一括管理することになった。
- 2004年10月1日 - 世羅郡の全3町が合併して改めて世羅町が設置されたことに伴い廃止する。

## 主要施設
- 広島県警甲山警察署

合併後の2007年4月1日に世羅警察署に改称。

## 教育（2004年9月30日当時のデータ）

### 小学校
- 甲山町立伊尾小学校
- 甲山町立宇津戸小学校
- 甲山町立甲山小学校
- 甲山町立中央小学校
- 甲山町立東小学校

### 中学校
- 甲山町立甲山中学校

## 交通（2004年9月30日当時のデータ）

### 鉄道
- JR福塩線
  - 備後三川駅

かつては甲山町小谷に八田原駅が存在したが1989年に八田原ダム建設に伴う新線(八田原トンネル)付け替えによって廃止された

### 道路
国道
- 国道184号
- 国道432号

主要地方道
- 広島県道25号三原東城線
- 広島県道51号甲山甲奴上市線
- 広島県道56号府中世羅三和線

一般県道
- 広島県道403号別迫上下線
- 広島県道404号小谷宇津戸線
- 広島県道405号東上原中原線
- 広島県道406号宇津戸八幡線

## 名所・旧跡
- 今高野山龍華寺
- 三川ダム（神農湖）
- 大妻森林公園
- 八田原ダム・芦田湖
- 夢吊橋
- 甲山ふれあいの里

## 甲山町出身の有名人
- 大妻コタカ - 大妻女子大学創始者。故郷は三川ダム建設により水没したが、湖畔に生家（移築）や胸像がある。